# Marian Sobański
Marian Adam Sobański (ur. 21 listopada 1889 w Krakowie, zm. 18 sierpnia 1980 w Rabce) – kapitan Wojska Polskiego, śpiewak operowy (bas-baryton), dyrektor polskiego Teatru Śląskiego im. Stanisława Wyspiańskiego w Katowicach. 

## Życiorys
Był synem Jana hrabiego Sobańskiego i Aleksandry ze Szczurowskich, mężem najpierw śpiewaczki operowej – Karoliny Wolskiej, potem Henryki Błażejewskiej. W 1909 zdał maturę w Gimnazjum św. Anny w Krakowie, potem studiował prawo na Uniwersytecie Jagiellońskim przez sześć semestrów (z przerwą w 1910/11, na odbycie służby wojskowej). Równocześnie kształcił się w Konserwatorium Towarzystwa Muzycznego w Krakowie w klasie śpiewu operowego u Aleksandra Bandrowskiego i Adama Ludwiga. Występy w operze lwowskiej uniemożliwił mu wybuch I wojny światowej. Wojnę przebył jako porucznik w artylerii armii austriackiej na frontach rosyjskim i włoskim. W roku 1917 w Sarajewie przebył ciężką chorobę płuc, która osłabiła mu głos i zdyskwalifikowała w przyszłości jako śpiewaka operowego. Po powrocie do kraju zgłosił się do artylerii Wojska Polskiego i służył w randze kapitana od listopada 1918 do maja 1921. 
Po opuszczeniu wojska zaangażował się jednak jako śpiewak (w latach 1921–1922) do Teatru Wielkiego w Poznaniu. Potem śpiewał na koncertach (często z pierwszą żoną) oraz gościnnie m.in. w teatrach operowych i operetkowych Krakowa, Katowic i Sosnowca. 

### Okres katowicki
Pod koniec 1926 zamieszkał w Katowicach. Pracował jako współorganizator prorządowego dziennika „Polska Zachodnia”, pełniąc w nim krótko także obowiązki sprawozdawcy muzycznego i teatralnego. Od 1 września 1927 do wybuchu wojny w r. 1939 był dyrektorem polskiego (przejętego od Niemców) Teatru Śląskiego w Katowicach.  
Organizował także wyjazdy zespołu teatralnego na niemiecką część Górnego Śląska i na Opolszczyznę, gdzie wystawiał polskie sztuki dla polskiej mniejszości narodowej. 30 kwietnia 1939 roku pod Strzelcami Opolskimi został napadnięty i pobity przez bojówki hitlerowskie. Promował w teatrze polski dramat (klasyków: Mickiewicza, Słowackiego, Wyspiańskiego, Krasińskiego, Fredrę etc.) i dbał o wysoki poziom przedstawień teatralnych. 
Katowice opuścił 1 września 1939 razem z zespołem Teatru Śląskiego. Na Górny Śląsk nie mógł powrócić, gdyż znajdował się na liście polskich działaczy i inteligencji przeznaczonych do eksterminacji (Akcja A-B na Śląsku). Zamieszkał w Rabce, gdzie w czasie okupacji przebywała jego chora żona. Przez cały okres okupacji ukrywał się pod pseudonimem „Adam Junosza” (utworzonym z drugiego imienia i herbu rodowego). Do Katowic powrócił w połowie lutego 1946 roku i znalazł zatrudnienie w Referacie Teatralnym Urzędu Wojewódzkiego. Został także wicedyrektorem Teatru Śląskiego. W tym czasie był również wykładowcą techniki wokalnej i zastępcą kierownika Studia Dramatycznego przy Teatrze. W marcu 1951 został zwolniony z teatru z przyczyn politycznych. Przeniósł się do Rabki, tym razem na stałe, z drugą żoną, którą poślubił po śmierci Karoliny Wolskiej. 

### Rabka: 1951–1980
Odizolowany od życia artystycznego na Śląsku, w czerwcu 1951 podjął pracę w lalkowym Teatrze „Rabcio Zdrowotek”. W roku 1972 zaproszono go na Jubileusz 50-lecia Teatru Śląskiego w Katowicach i wręczono (przyznany de facto już w sierpniu 1939 roku, ale oficjalnie nie zatwierdzony) Krzyż Oficerski Orderu Odrodzenia Polski. Zmarł w Rabce w roku 1980. 

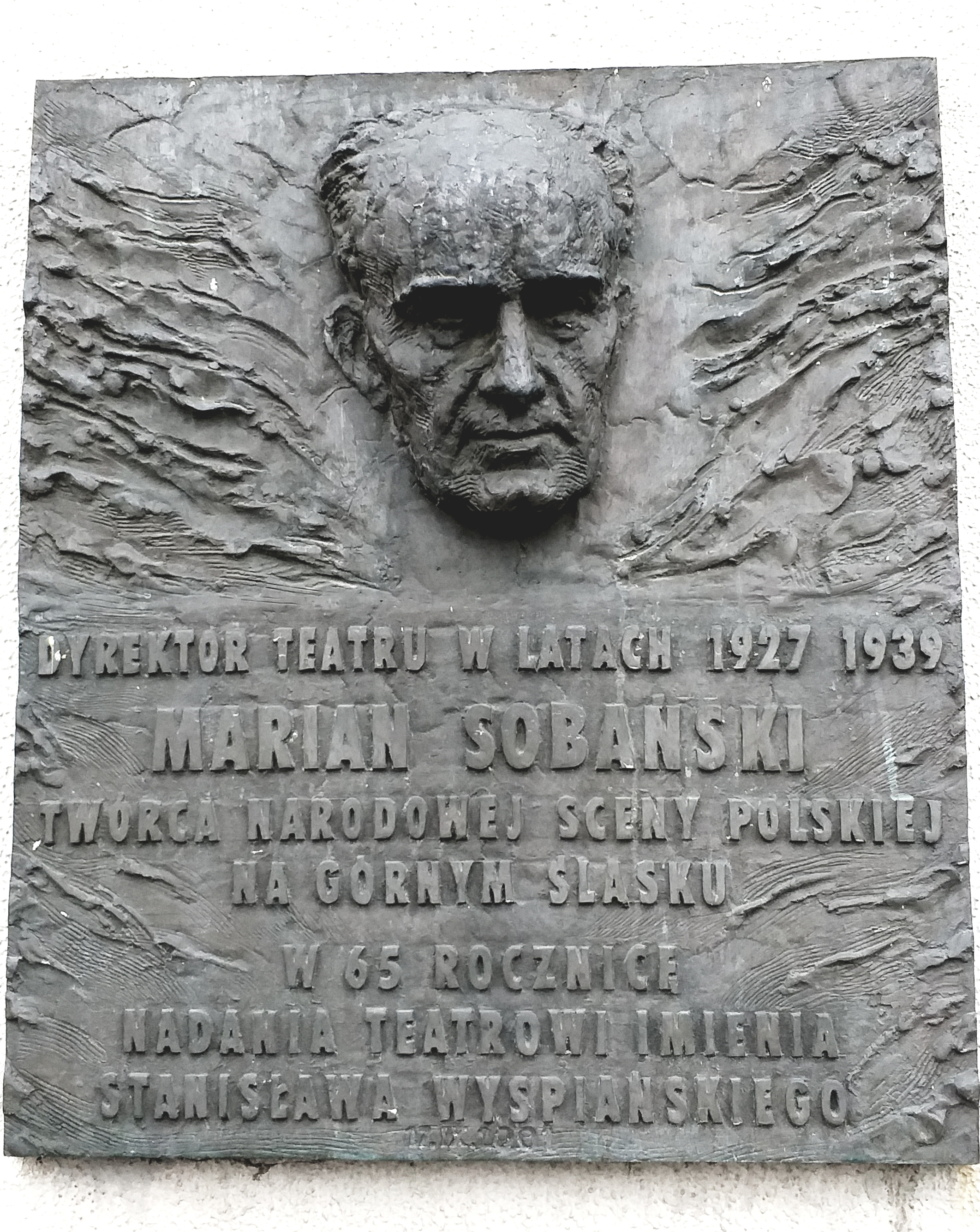

### Upamiętnienie
Objął dyrekcję Teatru Śląskiego po pięciu latach jego działalności (w roku 1927), niemniej to właśnie jego działalność przyczyniła się do ukształtowania polskiej sceny teatralnej (także operowej - do roku 1932) na Górnym Śląsku. Tablica pamiątkowa poświęcona Sobańskiemu umieszczona jest tuż przy wejściu głównym do gmachu Teatru Śląskiego. 

## Ordery i odznaczenia
- Krzyż Oficerski Orderu Odrodzenia Polski (1939)
- Krzyż Kawalerski Orderu Odrodzenia Polski (11 listopada 1936)[3]
- Złoty Krzyż Zasługi (9 listopada 1931)[4]
- Srebrny Wawrzyn Akademicki (4 listopada 1937)[5]